# Schädelbestattung von Metzendorf-Woxdorf
Koordinaten: 53° 24′ 31,4″ N, 9° 57′ 31,2″ O
Die Schädelbestattung von Metzendorf-Woxdorf ist eine jungsteinzeitliche Teilbestattung eines einzelnen menschlichen Schädels, die 1958 bei Woxdorf, einem Ortsteil der Gemeinde Seevetal im niedersächsischen Landkreis Harburg gefunden wurde. Der Fund ist bisher der einzige seiner Art der Einzelgrabkultur in Deutschland und wird in der archäologischen Dauerausstellung des Archäologischen Museums Hamburg in Hamburg-Harburg gezeigt.

## Fund
Bereits vor dem Fund der Schädelbestattung wurden aufgrund der intensiven landwirtschaftlichen Bodennutzung in der näheren Umgebung zahlreiche archäologische Funde gemacht. Diese Fundstelle lag jedoch auf einer flachen Hügelkuppe zwischen zwei Feldern und wurde bisher nicht landwirtschaftlich genutzt. Der Fund kam bei Planierungsarbeiten für den Wasserbeschaffungsverbandes Metzendorf zu Tage, als der Mutterboden der Hügelkuppe für den Bau einer Leitung mit einer Planierraupe abgezogen wurde. Die Arbeiter bemerkten Scherben im Baugrund, stellten ihre Arbeit an dieser Stelle ein und meldeten den Fund dem Helms-Museum. Bei der anschließenden Ausgrabung kam in 30 cm Tiefe ein großer, kopfüber abgelegter Riesenbecher zu Tage, dessen Gefäßboden und Wand durch die Planierungsarbeiten zerbrochen war, dieser war über eine Fußschale gestülpt, in deren Inneren sich die Reste eines einzelnen menschlichen Schädels befanden.

## Befunde

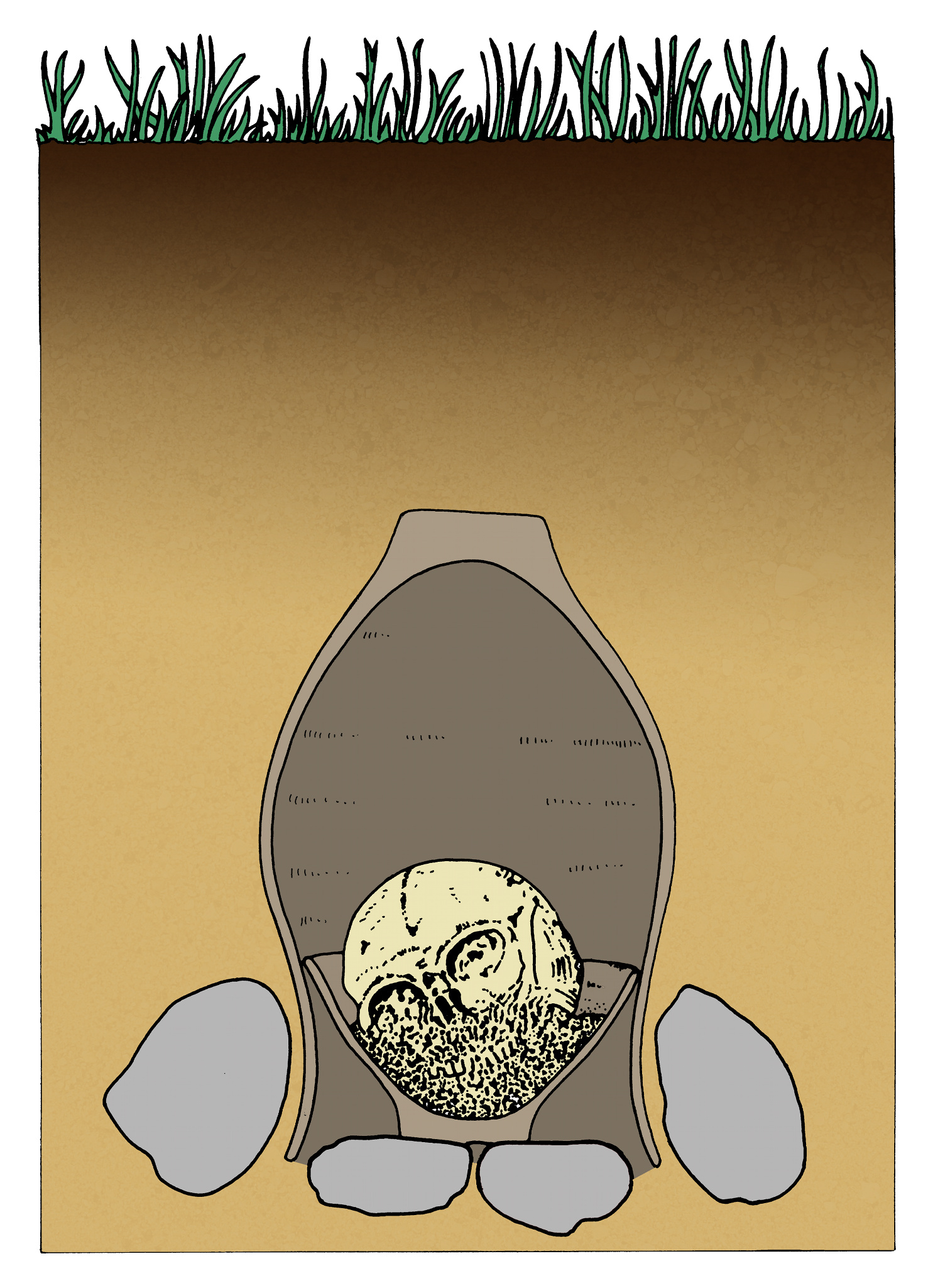
Zeichnerische Rekonstruktion der Grabanlage in situ

Die aus braungrauem Ton getöpferte Fußschale war auf drei kleinere Steine abgestellt. Sie hat eine Höhe von 105 mm, einen Durchmesser an der Standfläche von 83 mm und an der Öffnung von 207 mm. Die Wand der Schale ist außen mit etwa 23 mm langen, unregelmäßig, parallel laufenden Eindrücken eines kammartigen Stempels verziert. Die Fußschale war zu zwei Dritteln mit humoser Erde angefüllt, auf der der Schädel lag. Über diese Schale war der große Riesenbecher gestülpt, dessen Innenraum vor der Entdeckung intakt war. Die eingezogene Wand unterhalb des Gefäßrandes war außen sorgfältig mit größeren Steinen eingefasst worden. Der Riesenbecher besteht aus braungrauem bis rotbraunem Ton. Er hat eine Höhe von 425 mm, die Durchmesser betragen am Standfuß etwa 97 mm, an der Mündung 240 mm und die größte Weite liegt auf 195–210 mm Höhe über dem Fuß mit 265 mm. Die Scherben des beschädigten Gefäßbodens konnten nicht wiedergefunden werden. Unterhalb des Randes ist die Gefäßwand an der Schulter mit einer unregelmäßigen Reihe kleiner dreieckiger Einstiche verziert, deren Spitze nach unten gerichtet sind. Die Form des Riesenbechers entspricht der Gruppe des Bentheimer Typs nach Karl Hermann Jacob-Friesen, wenn auch dieses Gefäß durch seine Größe heraussticht. Wegewitz vermutet in diesem Riesenbecher ein Vorratsgefäß. Von dem Schädel ist die Schädelkalotte bis zum Ohrknochen und Nasenbein erhalten, der Gesichtsschädel und die Oberkiefer sind vermutlich nach der Bestattung vergangen, der abgeschlossene Luftraum im Inneren des großen Gefäßes begünstigte die Erhaltung des Schädels im Gegensatz zu einer Lagerung im gut durchlüfteten Sandboden an der Fundstelle. In der erdigen Füllung der Fußschale wurden wenige Reste von Zahnschmelz gefunden. Aufgrund der geringen Menge vermutet Wegewitz, dass bei der Bestattung des Kopfes lediglich der Oberkiefer vorlag und dass Unterkiefer sowie Halswirbel möglicherweise schon bei der Niederlegung fehlten. Der Schädel war höchstwahrscheinlich der eines erwachsenen Mannes.
Ob die Bestattung in einer Grube in den Boden eingetieft war, oder oberirdisch erfolgte, ließ sich aufgrund fehlender Bodenverfärbungen an der Ausgrabungsstelle nicht klären. Ebenso bleibt offen, ob sie in unmittelbarer Nähe oder möglicherweise über der vollständig vergangenen Körperbestattung angelegt wurde.
Die Bestattung wird aufgrund der gefundenen Keramikgefäße typologisch in die Jungsteinzeit um 2200 v. Chr. datiert.

## Deutung
Die Teilbestattung eines Schädels, getrennt von seinem Körper ist für das jungsteinzeitliche Norddeutschland bisher einzigartig und lässt auf kulturelle Einflüsse aus dem frühbronzezeitlichen Böhmen schließen, wo solche getrennte Bestattungen von Köpfen in Keramikgefäßen mit den darunter bestatteten Körpern verbreitet waren. Ebenso ist die Verwendung von Riesenbechern des in Woxdorf gefundenen Typs dort weit verbreitet. Archäologische Funde ähnlicher Riesenbecher im Hannoverschen Wendland entlang der Elbe stützen die These der kulturellen Verbindungen nach Böhmen, allerdings wurden im Wendland die Gefäße immer ohne Inhalt angetroffen, so dass eine Verwendung als Bestattungsgefäß hier eher unwahrscheinlich erscheint.